# تاکفومی توما
تاکفومی توما (انگلیسی: Takefumi Toma؛ زادهٔ ۲۱ مارس ۱۹۸۹) بازیکن فوتبال اهل ژاپن است.
از باشگاه‌هایی که در آن بازی کرده‌است می‌توان به باشگاه ورزشی توچیگی، باشگاه فوتبال کاشیما آنتلرز، و باشگاه فوتبال ماتسوموتو یاماگا اشاره کرد.
وی همچنین در تیم ملی فوتبال زیر ۲۳ سال ژاپن بازی کرده‌است.
وی در مسابقات کشوری و بین‌المللی در مجموع برندهٔ ۱ مدال طلا شده‌است.